# Cahama
Cahama (auch Kahama und Caama) ist eine Kleinstadt und ein Landkreis in Angola, im Südwesten Afrikas.
Die Südafrikanische Kuhantilope (Alcelaphus caama) ist nach dieser Region benannt.

## Verwaltung
Cahama ist ein Kreis (Município) in der Provinz Cunene. Er umfasst eine Fläche von 9725 km² und hat etwa 72.000 Einwohner (Schätzung 2010). Die Volkszählung 2014 soll fortan für gesicherte Bevölkerungsdaten sorgen.
Zwei Gemeinden (Comunas) bilden den Kreis Cahama:
- Cahama
- Otchinjau (auch Otchindjau)